# Laura Melissa Paredes Meza
Laura Melissa Paredes Meza (ur. 30 sierpnia 1996) – paragwajska lekkoatletka specjalizująca się w rzucie oszczepem.
Jesienią 2012 zdobyła złoty medal mistrzostw Ameryki Południowej juniorów młodszych.

## Osiągnięcia
| Rok  | Impreza                                            | Miejsce | Pozycja    | Wynik |
| ---- | -------------------------------------------------- | ------- | ---------- | ----- |
| 2012 | Mistrzostwa Ameryki Południowej juniorów młodszych | Mendoza | 1. miejsce | 45,81 |